# Alexander Stein (Journalist)
Alexander N. Rubinštejn (Lettisch: Aleksandrs Rubinšteins; deutsche Schreibweise: Alexander Rubinstein) (* 27. Januar 1881 in Wolmar, Gouvernement Livland, Russisches Kaiserreich; † 19. Dezember 1948 in New York City, New York) war ein jüdischer Journalist und Publizist, der unter dem Pseudonym Alexander Stein veröffentlichte.

## Leben
Alexander Rubinsteins Vorfahren waren deutschsprachige Juden aus Mitau. Seine Eltern führten ein Bekleidungsgeschäft in Valmiera, wo er zusammen mit seinen zwei Brüdern die deutsche Grundschule besuchte. Er studierte am Polytechnikum Riga und war in der Russischen Arbeiterbewegung aktiv. Nach der Revolution 1905 war er zur Emigration gezwungen. Über Zürich und Leipzig gelangte Rubinstein nach Berlin. Für den J. Ladyschnikow Verlag übernahm er – unter dem Namen „Alexander Stein“ – die einzige autorisierte Übertragung von Maxim Gorkis Märchen der Wirklichkeit aus dem Russischen, die 1913 erschien.
Stein schrieb für die Leipziger Volkszeitung und Die Neue Zeit. Mit Rudolf Breitscheid veröffentlichte er Sozialistische Aussenpolitik, nach 1918 Der Sozialist. Er war Mitglied der Redaktion der Freiheit, des Organs der Unabhängigen Sozialdemokratische Partei Deutschlands (USPD) von 1919, und des Vorwärts von 1922. 1925 war er Sekretär des zentralen Bildungskomitees der Sozialdemokratischen Partei Deutschlands (SPD) und Herausgeber der Monatszeitschrift Sozialistische Bildung des Reichsausschusses für sozialistische Bildungsarbeit. 1926 wurde er Direktor der Freien Sozialistischen Hochschule in Berlin. 1933 emigrierte er nach Prag. Dort arbeitete er für die Zeitschriften Neuer Vorwärts und Sozialistische Aktion. Er floh 1938 nach Paris und 1940 nach New York, wo er für die Neue Volks-Zeitung und den Jewish Daily Forward schrieb.

## Familie
Stein ist Vater von Nina Rubinstein, die 1908 in Berlin geboren wurde.
Ohne von seiner russischen Frau geschieden zu sein, wurde Elly Kaiser in Berlin seine Lebensgefährtin und die Mutter seiner zweiten Tochter Hanna Papanek. In den USA heiratete Stein dann Kaiser.

## Nachlass
Alexander Steins Nachlass befindet sich im Internationalen Institut für Sozialgeschichte in Amsterdam.

## Veröffentlichungen
- Das Problem der Internationale. Mit Anhang: Resolutionen und Richtlinien der zweiten und dritten Internationale. Verlagsgenossenschaft Freiheit, Berlin 1919
- Die sozialistische Internationale, in: Die Befreiung der Menschheit. Freiheitsideen in Vergangenheit und Gegenwart. Hrsg. Ignaz Ježower. Bong, Berlin 1921
- Adolf Hitler, Schüler der Weisen von Zion. Graphia, Karlsbad 1936
  - wieder: ça ira Verlag, Freiburg 2011. Hrsg. Lynn Ciminski, Martin Schmitt. Geleitwort Hanna Papanek[3]

## Notizen
1. ↑  In ihrer romanhaften „erweiterten Autobiographie“, deutsch 2006, geht Papanek darauf ein, dass Kaiser bei der Immigration als Flüchtling in die USA einen vorverstorbenen Ehemann erdachte und entsprechende Papiere fälschte, um den moralischen Anforderungen der US-Einwanderungsbehörde Genüge zu tun, S. 155ff.
2. ↑  Archiv der sozialen Demokratie: Stein, Alexander, abgerufen am 24. Januar 2023.
3. ↑  Mit einer historischen Kontextualisierung (durch die Herausgeber), weiteren Texten von Stein und Boris Iwanowitsch Nikolajewski, einem Lebenslauf, Bibliographie, siehe Abschnitt Literatur
4. ↑  auf den Verlagsseiten sind Abschnitte, u. a. das Vorwort von Papanek, zu lesen: Register "Stein"
5. ↑  erweiterte Fassung der Bibliographie Papaneks von 1994
6. ↑  erweitert im Buch von 2011, s. o.

| Personendaten    | Personendaten                                                       |
| ---------------- | ------------------------------------------------------------------- |
| NAME             | Stein, Alexander                                                    |
| ALTERNATIVNAMEN  | Rubinštejn, Alexander N. (wirklicher Name); Rubinšteins, Aleksandrs |
| KURZBESCHREIBUNG | deutscher Journalist                                                |
| GEBURTSDATUM     | 27. Januar 1881                                                     |
| GEBURTSORT       | Wolmar, Gouvernement Livland, Russisches Kaiserreich                |
| STERBEDATUM      | 19. Dezember 1948                                                   |
| STERBEORT        | New York City, New York                                             |